# Ланчинська селищна рада
Ла́нчинська се́лищна ра́да — адміністративно-територіальна одиниця та орган місцевого самоврядування в Надвірнянському районі Івано-Франківської області. Адміністративний центр — селище Ланчин.

## Загальні відомості
- Територія ради: 27,894 км²
- Населення ради: 7953 особи (станом на 2015 рік)[1]
- Територією ради протікає річка Прут

## Населені пункти
Селищній раді підпорядковані населені пункти:
селище Ланчин
село Добротів
село Середній Майдан
село Вишнівці
село Глинки

## Склад ради
Рада складається з 19 депутатів та голови.
- Голова ради: Данилюк Надія Романівна
- Секретар ради: Яремин Ольга Михайлівна

### Керівний склад попередніх скликань
| Прізвище, ім'я, по батькові  | Основні відомості                                                 | Дата обрання | Дата звільнення |
| ---------------------------- | ----------------------------------------------------------------- | ------------ | --------------- |
| Гресько Василь Олексійович   | Селищний голова, 1957 року народження, безпартійний               | 26.03.2006   | 01.08.2008      |
| Климко Михайло Михайлович    | Селищний голова, 1958 року народження, безпартійний               | 15.03.2009   | 31.10.2010      |
| Іванюк Михайло Михайлович    | Селищний голова, 1964 року народження, освіта вища, безпартійний  | 31.10.2010   | 2017            |
| Попович Володимир Васильович | Селищний голова, освіта вища безпартійний                         | 2016         | 25.10.2020      |
| Данилюк Надія Романівна      | Селищний голова, 1985 року народження, освіта вища, ВО "Свобода'' | 25.10.2020   |                 |

Примітка: таблиця складена за даними сайту Верховної Ради України

### Депутати
За результатами місцевих виборів 2010 року депутатами ради стали:

#### За суб'єктами висування
| Суб'єкт висування                                   | Кількість обраних депутатів | %    |
| --------------------------------------------------- | --------------------------- | ---- |
| Самовисування                                       | 23                          | 76,7 |
| Політична партія Всеукраїнське об'єднання «Свобода» | 4                           | 13,3 |
| Соціалістична партія України                        | 2                           | 6,7  |
| Партія регіонів                                     | 1                           | 3,3  |

#### За округами
| № округу                                            | Прізвище, ім'я, по батькові     | Дата визнання обраним | Освіта             | Партійна приналежність                    | Відомості про обраного депутата                                        |
| --------------------------------------------------- | ------------------------------- | --------------------- | ------------------ | ----------------------------------------- | ---------------------------------------------------------------------- |
| Партія регіонів                                     |                                 |                       |                    |                                           |                                                                        |
| 7                                                   | Іваночко Василь Дмитрович       | 01.11.2010            | вища               | член Партії регіонів                      | Ланчинська міська лікарня, лікар-терапевт                              |
| Політична партія Всеукраїнське об'єднання «Свобода» |                                 |                       |                    |                                           |                                                                        |
| 13                                                  | Яворська Марія Михайлівна       | 01.11.2010            | вища               | член Всеукраїнського об'єднання «Свобода» | магазин автозапчастин, продавець                                       |
| 14                                                  | Іваночко Микола Васильович      | 01.11.2010            | вища               | член Всеукраїнського об'єднання «Свобода» | приватний підприємець                                                  |
| 17                                                  | Мацюк Василь Михайлович         | 01.11.2010            | вища               | член Всеукраїнського об'єднання «Свобода» | МПП «Ікопласт», монтажник                                              |
| 18                                                  | Крижанівський Дмитро Михайлович | 01.11.2010            | середня            | член Всеукраїнського об'єднання «Свобода» | тимчасово не працює                                                    |
| Соціалістична партія України                        |                                 |                       |                    |                                           |                                                                        |
| 19                                                  | Голіней Михайло Михайлович      | 01.11.2010            | вища               | член Соціалістичної партії України        | Комунальне господарство «Ланком», начальник                            |
| 23                                                  | Белдик Андрій Юрійович          | 01.11.2010            | середня спеціальна | член Соціалістичної партії України        | пенсіонер                                                              |
| Самовисування                                       |                                 |                       |                    |                                           |                                                                        |
| 1                                                   | Білоус Ігор Михайлович          | 01.11.2010            | середня спеціальна | позапартійний                             | ТЗО «Промсервіс» м. Коломия, дире-ктор                                 |
| 2                                                   | Дяченко Василь Іванович         | 01.11.2010            | середня спеціальна | позапартійний                             | ВАТ «Нафтохімік Прикарпаття», машиніст тех.. установок                 |
| 3                                                   | Климко Іван Олексійович         | 01.11.2010            | середня            | позапартійний                             | МП «Розпис», директор                                                  |
| 4                                                   | Гураль Любов Василівна          | 01.11.2010            | вища               | позапартійна                              | Надвірнянська районна адміністрація, спеціаліст служби у справах дітей |
| 5                                                   | Попович Марія Іванівна          | 01.11.2010            | середня спеціальна | позапартійна                              | Ланчинська селищна рада, секретар                                      |
| 6                                                   | Дикан Тетяна Михайлівна         | 01.11.2010            | вища               | позапартійна                              | Ланчинська загальноосвітня школа І-ІІІ ст., директор                   |
| 8                                                   | Голіней Ольга Лук'янівна        | 01.11.2010            | середня спеціальна | позапартійна                              | МПП «Ікопласт», гол. бухгалтер                                         |
| 9                                                   | Коновалюк Галина Миколаївна     | 01.11.2010            | вища               | позапартійна                              | дитячий садок «Ромашка», завідувачка                                   |
| 10                                                  | Яновська Світлана Михайлівна    | 01.11.2010            | середня спеціальна | позапартійна                              | приватний підприємець                                                  |
| 11                                                  | Зубко Михайло Васильович        | 01.11.2010            | вища               | позапартійний                             | приватний підприємець                                                  |
| 12                                                  | Балабан Михайло Іванович        | 01.11.2010            | середня спеціальна | позапартійний                             | Українсько-Бельгійське підприємство «Планета», директор                |
| 15                                                  | Яремин Михайло Ілліч            | 01.11.2010            | середня спеціальна | позапартійний                             | приватний підприємець                                                  |
| 16                                                  | Гресько Неля Юріївна            | 01.11.2010            | вища               | позапартійна                              | Ланчинська загальноосвітня школа І-ІІ ст., вчитель                     |
| 20                                                  | Голіней Василь Миколайович      | 01.11.2010            | середня            | позапартійний                             | Ланчинський ринок, директор                                            |
| 21                                                  | Яремин Галина Іванівна          | 01.11.2010            | середня спеціальна | позапартійна                              | Ланчинська селищна рада, спеціаліст                                    |
| 22                                                  | Забронська Ірина Василівна      | 01.11.2010            | вища               | позапартійна                              | Ланчинська селищна рада, землевпорядник                                |
| 24                                                  | Вінтоняк Володимир Степанович   | 01.11.2010            | середня спеціальна | позапартійний                             | ПП «Ікопласт», господар                                                |
| 25                                                  | Зубко Ірина Василівна           | 01.11.2010            | вища               | позапартійна                              | Ланчинська загальноосвітня школа І-ІІ ст., вчитель                     |
| 26                                                  | Цюрак Василь Васильович         | 01.11.2010            | середня спеціальна | позапартійний                             | Ланчинський народний дім                                               |
| 27                                                  | Хомин Тетяна Михайлівна         | 01.11.2010            | середня спеціальна | позапартійна                              | Ланчинська селищна рада, землевпорядник                                |
| 28                                                  | Іванюк Любов Дмитрівна          | 01.11.2010            | вища               | позапартійна                              | Ланчинська загальноосвітня школа І-ІІ ст., вчитель                     |
| 29                                                  | Данилюк Марія Ярославівна       | 01.11.2010            | вища               | позапартійна                              | Ланчинська загальноосвітня школа І-ІІ ст., вчитель                     |
| 30                                                  | Климко Марія Михайлівна         | 01.11.2010            | середня спеціальна | позапартійна                              | Ланчинська селищна рада, інспектор воєнно-облікового столу             |